# Rajd RAC 1960
Rajd RAC 1960 (17. RAC international Rally of Great Britain) – 17. edycja rajdu samochodowego Rajd RAC rozgrywanego w Wielkiej Brytanii. Rozgrywany był od 21 do 26 listopada 1960 roku. Była to trzynasta runda Rajdowych Mistrzostw Europy w roku 1960.

## Klasyfikacja rajdu
| Miejsce                      | Kierowca                     | Pilot                        | Samochód                     | Czas                         | Strata                       |                              |
| Klasyfikacja generalna i ERC | Klasyfikacja generalna i ERC | Klasyfikacja generalna i ERC | Klasyfikacja generalna i ERC | Klasyfikacja generalna i ERC | Klasyfikacja generalna i ERC | Klasyfikacja generalna i ERC |
| ---------------------------- | ---------------------------- | ---------------------------- | ---------------------------- | ---------------------------- | ---------------------------- | ---------------------------- |
| 1.                           | Erik Carlsson                | Stuart Turner                | Saab 96                      |                              | 0.0                          |                              |
| 2.                           | John Sprinzel                | Richard Bensted-Smith        | Austin-Healey Sprite Mk1     |                              |                              |                              |
| 3.                           | Donald Jude Morley           | Godfrey Erle Morley          | Austin-Healey 3000           |                              |                              |                              |
| 4.                           | Jack Sears                   | Willy Cave                   | Jaguar Mk2 3.8               |                              |                              |                              |
| 5.                           | Johnny Wallwork              | Harold Brooks                | Volvo PV 544                 |                              |                              |                              |
| 6.                           | David Seigle-Morris          | Vic Elford                   | Morris Mini Minor            |                              |                              |                              |
| 7.                           | Ian Lewis                    | Geoffrey Shepherd            | Triumph Herald 12/50         |                              |                              |                              |
| 8.                           | Michael Sutcliffe            | Derek Astle                  | Morris Mini Minor            |                              |                              |                              |
| 9.                           | Phil Crabtree                | Saville Woolley              | Ford Anglia                  |                              |                              |                              |
| 10.                          | Anne Hall                    | Valerie Domleo-Morley        | Ford Anglia                  |                              |                              |                              |